# Gyebaek
Gyebaek (계백, 階伯) est un général coréen du royaume de Baekje qui a vécu au VIIe siècle. En 660, lors de la chute de ce royaume attaqué massivement par les armées de Silla et de la Chine des Tang, il s'est battu jusqu'à la mort lors de la bataille de Hwangsanbeol, tout comme les 5 000 hommes de son armée. Il est devenu un symbole à cause de sa loyauté envers son pays.